# Manuel Frigo
Manuel Frigo (Cittadella, 18 de febrero de 1997) es un deportista italiano que compite en natación, especialista en el estilo libre.
Participó en dos Juegos Olímpicos de Verano, obteniendo dos medallas, plata en Tokio 2020 y bronce en París 2024, ambas en la prueba de 4 × 100 m libre.
Ganó cuatro medallas en el Campeonato Mundial de Natación entre los años 2022 y 2025, cuatro medallas en el Campeonato Mundial de Natación en Piscina Corta entre los años 2021 y 2024, y dos medallas en el Campeonato Europeo de Natación, en los años 2021 y 2022.

## Palmarés internacional
| Juegos Olímpicos                    | Juegos Olímpicos      | Juegos Olímpicos  | Juegos Olímpicos |
| Año                                 | Lugar                 | Medalla           | Prueba           |
| ----------------------------------- | --------------------- | ----------------- | ---------------- |
| 2020                                | Tokio (Japón)         | Medalla de plata  | 4 × 100 m libre  |
| 2024                                | París (Francia)       | Medalla de bronce | 4 × 100 m libre  |
| Campeonato Mundial                  |                       |                   |                  |
| Año                                 | Lugar                 | Medalla           | Prueba           |
| 2022                                | Budapest (Hungría)    | Medalla de bronce | 4 × 100 m libre  |
| 2023                                | Fukuoka (Japón)       | Medalla de plata  | 4 × 100 m libre  |
| 2024                                | Doha (Catar)          | Medalla de plata  | 4 × 100 m libre  |
| 2025                                | Singapur (Singapur)   | Medalla de plata  | 4 × 100 m libre  |
| Campeonato Mundial en Piscina Corta |                       |                   |                  |
| Año                                 | Lugar                 | Medalla           | Prueba           |
| 2021                                | Abu Dabi (EAU)        | Medalla de oro    | 4 × 50 m libre   |
| 2022                                | Melbourne (Australia) | Medalla de plata  | 4 × 50 m libre   |
| 2024                                | Budapest (Hungría)    | Medalla de plata  | 4 × 100 m libre  |
| 2024                                | Budapest (Hungría)    | Medalla de bronce | 4 × 200 m libre  |
| Campeonato Europeo                  |                       |                   |                  |
| Año                                 | Lugar                 | Medalla           | Prueba           |
| 2021                                | Budapest (Hungría)    | Medalla de bronce | 4 × 100 m libre  |
| 2022                                | Roma (Italia)         | Medalla de oro    | 4 × 100 m libre  |